# Пеллегриния
Пеллегриния (лат. Pellegrinia) — род растений семейства Вересковые.
Род назван в честь французского ботаника Франсуа Пеллегрена.

## Ареал
Растения встречаются на Мадагаскаре.

## Виды
По информации базы данных The Plant List, род включает 6 видов:
- Pellegrinia coccinea (Hoerold) Sleumer
- Pellegrinia dichogama (Cuatrec.) Sleumer
- Pellegrinia grandiflora (Ruiz & Pav. ex G.Don) Sleumer
- Pellegrinia guascensis (Cuatrec.) Sleumer
- Pellegrinia harmsiana (Hoerold) Sleumer
- Pellegrinia hirsuta (Ruiz & Pav. ex G.Don) Sleumer